# يانوش فليش
يانوش فليش János Flesch (ولد في 30 سبتمبر 1933 – ومات في 3 ديسمبر 1983) لاعب شطرنج مجري حمل لقب أستاذ كبير.

## ألقاب
- نال لقب أستاذ دولي عام 1963، ولقب أستاذ كبير عام 1980.

## حياته
- مات في حادث سيارة مع زوجته إلديكو تيني في مدينة ويستابل في إنجلترا عام 1983.

## إنجازات
- مثل بلاده في أولمبياد تل أبيب عام 1964، وبطولة فرق أوروبا للشطرنج عام 1965.

## التدريب
- عمل مدرباً في نوادي شطرنج مثل نادي فيرينتسفاروزي من عام 1967 إلى 1970.

## أسلوبه
- تميز أسلوب لعبه بالهجوم وبالتضحية بالقطع في سبيل الأخذ بالمبادرة.

## روابط خارجية
- يانوش فليش على موقع مباريات الشطرنج (الإنجليزية)
- يانوش فليش على موقع 365Chess.com (الإنجليزية)
- يانوش فليش على موقع Chesstempo.com (الإنجليزية)
- يانوش فليش سجل أولمبياد الشطرنج على موقع OlimpBase.org (الإنجليزية)